# Colli del Tronto
Colli del Tronto – miejscowość i gmina we Włoszech, w regionie Marche, w prowincji Ascoli Piceno.
Według danych na styczeń 2009 gminę zamieszkiwało 3471 osób przy gęstości zaludnienia 584,3 os./1 km².